# Výlet (film)
Výlet je český film žánru road-movie režisérky Alice Nellis natočený v roce v roce 2002.
Rodina, skládající se z babičky, matky, dvou dcer, zetě a dítěte, se vypraví dvěma auty na Slovensko uložit urnu s popelem zesnulého dědečka. Po cestě vyplují na povrch kladné i temné stránky jejich vzájemných vztahů a objeví se i nečekaná rodinná tajemství.
Film získal dvě ocenění Český lev za nejlepší hlavní ženský herecký výkon (Iva Janžurová) a za nejlepší scénář (Alice Nellis).

## Obsazení
| Iva Janžurová      | matka              |
| Theodora Remundová | Zuzana             |
| Igor Bareš         | Pavel              |
| Naďa Kotršová      | babička            |
| Sabina Remundová   | Ilona              |
| Jakub Chrbolka     | Leon               |
| Jiří Macháček      | Vítek              |
| Dan Bárta          | Lubor              |
| Kamila Vondrová    | celnice            |
| Martin Matejka     | celník             |
| Igor Čillík        | šéf celníků        |
| Martin Šulík       | farář              |
| Anna Geislerová    | slečna ze Škodovky |
| Kryštof Hádek      | mladík ze Škodovky |
| Rudolf Pechan      | barman             |
| Milada Rajzíková   | servírka           |
| Petr Štefek        | tanečník           |
| Bohumil Norek      | kustod ze zámku    |
| Hung Nguyen Tien   | Vietnamec          |

## Výroba
ČR/SR,Filmia, Česká televize, Ars Media, Studio Virtual, Barrandov Studio a. s., Státní fond ČR pro podporu a rozvoj české kinematografie, Ministerstvo kultury SR, 2002

## Recenze
- Tomáš Baldýnský, Premiere 3/2002  [1]

## Ocenění
Český lev (2002)
- Nejlepší hlavní ženský herecký výkon - Iva Janžurová
- Nejlepší scénář - Alice Nellis
- nominace Nejlepší režie - Alice Nellis
- nominace Nejlepší vedlejší ženský herecký výkon - Theodora Remundová
- nominace Nejlepší hlavní mužský herecký výkon - Igor Bareš
- nominace Nejlepší kamera - Ramúnas Greičius
- nominace Nejlepší kostýmy - Kateřina Štefková
- nominace Cena za nejlepší filmový plakát - Daniel Tůma
- nominace Cena časopisu Cinema

Další ceny:
- Cena filmových kritiků
- Velká cena Filmového festivalu v Paříži (2003)
- cena v kategorii A nejlepší mladí režiséři pro Alice Nellis na MFF ve španělském San Sebastianu